# Тихомир Франковић
Тихомир Франковић (Сплит, 30. септембар 1970), је хрватски веслач, светски првак и освајач бронзане медаље на Олимпијским играма у Сиднеју 2000. године.

## Светска првенства
Године 1994. Франковић је у такмичењу двојаца са кормиларом постао светски првак на првенству у Индијанополису (САД). Веслао је у пару са Игором Бораском и кормиларом Миланом Ражовом. Резултатом у овој трци постављен је светски рекорд (најбоље време).
Четири године касније на Светском првенству у Келну као члан четверца са кормиларом освојио је сребрну медаљу.

## Олимпијске игре
Као члан хрватског олимпијског тима учествовао је два пута на Летњим олимпијским играма: 1996. у Атланти и 2000. у Сиднеју.
Највећи успех постиггао је у Сиднеју када је са посадом осмерца освојио бронзану медаљу. Поред њега у саставу осмерца су били Игор Бораска, Никша Скелин, Синиша Скелин, Бранимир Вујевић, Крешимир Чуљак, Томислав Смољановић, Игор Францетић и кормилар Силвијо Петришко.

## Награде
За овај успех посада осмерца са комиларим добила је 2000. године Државну награду за спорт „Фрањо Бучар“, највише је признање које Република Хрватска додељује за изузетна достигнућа и допринос од нарочитог значења за развој спорта у Републици Хрватској.